# Alexandra Palace
Instalado no Alexandra Park, o Alexandra Palace foi construído em 1873 numa área que se estende por Wood Green e Muswell Hill, no norte de Londres, Inglaterra, com o objetivo de ser um centro público de recreação, educação e entretenimento público, e como um contraponto no norte de Londres ao Crystal Palace, no sul de Londres.

## Vista geral

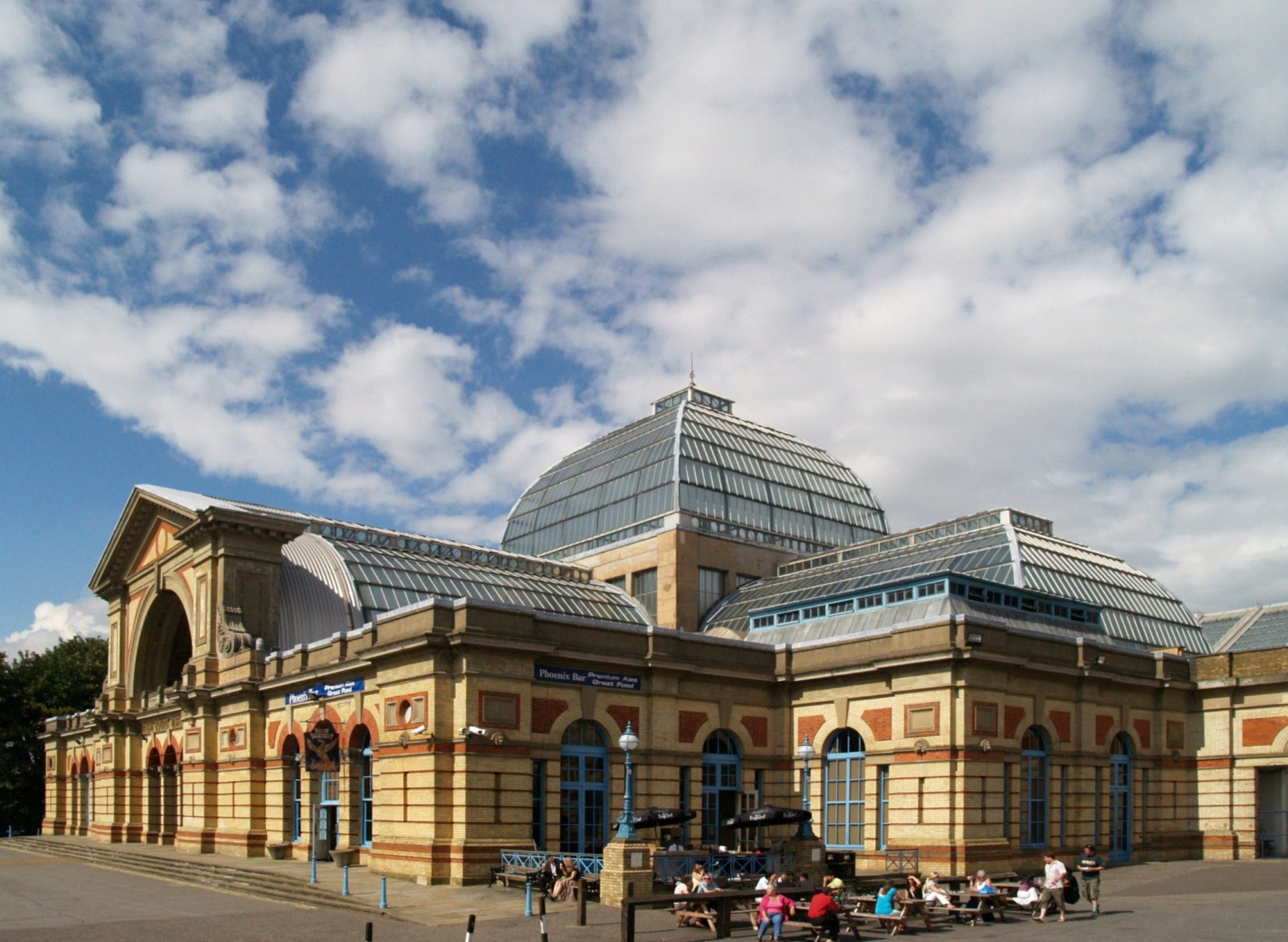
O Alexandra Palace visto de oeste, mostrando o lado exterior do Palm Court

O Great Hall (Grande Salão) e o West Hall (Salão Ocidental) do palácio são usados como centros de exposições e centro de conferências. Estas alas são operadas pelo braço comercial do fundo de caridade, proprietário do edifício e do parque. O edifício também possui um ringue de patinagem no gelo em funcionamento.
O palácio é, desde 1995, um listed building classificado com o Grau II. Desenhado para ser "O Palácio do Povo" e, mais tarde, alcunhado (alegadamente por Gracie Fields) como Ally Pally, tornou-se, em 1936, a sede do primeiro serviço público regular de televisão com "alta definição" do mundo, operado pela BBC. O Alexandra Palace mantém até hoje, sua iconográfica torre de rádio ainda em utilização, um resquício da emissora de televisão que ali funcionava. Os Estúdios originais A e B ainda existem na ala sudeste, onde funcionavam galerias dos produtores, e são atualmente utilizados para a exibição de equipamento televisivo histórico original. O teatro vitoriano original, com o seu equipamento de palco, ainda sobrevive, mas estão registrados como "Edifícios em Risco" no English Heritage. Existe, neste momento, um pedido para actualização da listagem pela Hornsey Historical Society, a mesma que categoriza o palácio com o Grau II (contra a oposição do conselho de tutores de Haringey), e pela BBC.
Um plano comercial para o desenvolvimento do edifício que visava transformá-lo num complexo de lazer, incluindo hotel, substituição da pista de gelo, cinema, pista de bowling e centro de exposições, encontrou oposição de diferentes grupos públicos, e foi bloqueado pelo Supremo Tribunal em Outubro de 2007.

## História

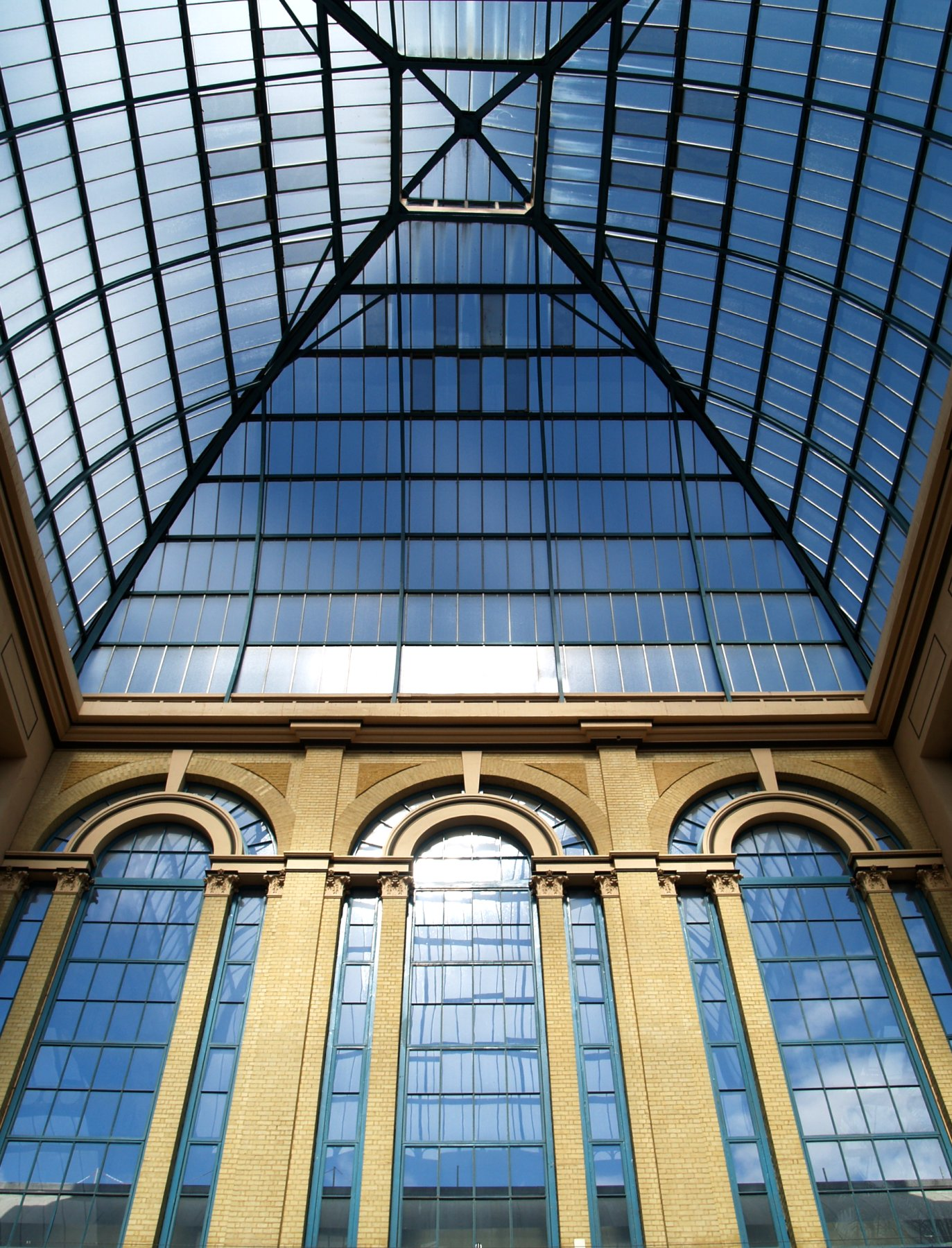
Estrutura do tecto do Alexandra Palace

A Great Northern Palace Company se estabeleceu no local aonde hoje está o Alexandra Park em 1860, mas foi incapaz de conseguir financiamentos suficientes para iniciar um projeto de organização de uma área voltada ao entretenimento. No entanto, a ideia sobreviveu e, no dia 23 de julho de 1863, o Alexandra Park foi aberto ao público. O parque recebeu este nome em homenagem a Alexandra da Dinamarca, que havia se casado com Príncipe Eduardo, o Príncipe de Gales, quatro meses antes. A construção do palácio começou em Setembro de 1865. O projeto inicial de uma estrutura em vidro proposto pelo arquitecto Owen Jones, foi esquecido, e a construção do palácio seguiu a clássica linha de arquitetura victoriana.

O palácio cobre 30 000 m2 (7,5 a.C.res). Em 1871 foram iniciados trabalhos de construção de uma linha ferroviária ligada à Highgate Station. As obras, tanto na linha como no palácio, foram concluídas em 1873, sendo o Alexandra Palace e Parque inaugurados no dia 24 de maio desse mesmo ano. Sims Reeves cantou no dia da inauguração perante uma audiência de 102 000 pessoas. No entanto, apenas dezasseis dias depois, um incêndio destruiu o palácio, matando três de seus funcionários. Apenas as paredes exteriores sobreviveram. O fogo destruiu uma Colecção de Cerâmica e Porcelana Inglesa, emprestada para uma exposição, que compreendia 4.700 elementos de valor histórico e intrínseco.

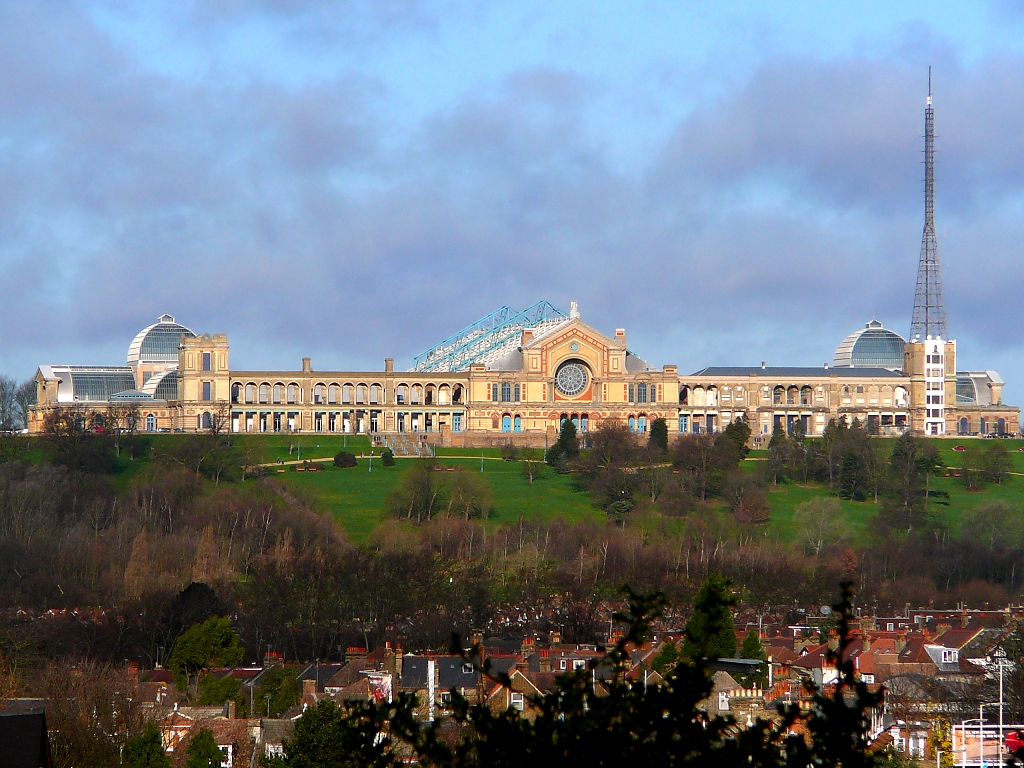
O Alexandra Palace visto de sul, em Janeiro de 2007

Com o típico vigor vitoriano, o palácio foi rapidamente reconstruído e reinaugurado no dia 1 de maio de 1875. O novo palácio continha um salão de concertos galerias de arte, um museu, um salão de leituras, uma biblioteca, uma sala de banquetes e um teatro. Nesta reconstrução, foi acrescentada uma piscina ao ar livre, instalada na base da colina. A piscina foi encerrada há muito e poucos vestígios restam, com excepção de algumas molduras estruturais. As reformas incluíram ainda uma pista de corridas com tribuna (Alexandra Park, a qual encerrou em 1970), uma aldeia japonesa, uma montanha russa, um lago com barcos e um campo de golfe de nove buracos. Um clube desportivo, o Alexandra Park Cricket and Football Club também foi montado no parque (no meio da antiga pista de corridas) em 1888. O órgão Willis instalado em 1875 (vandalisado em 1918, restaurado e reinaugurado em 1929) ainda funciona, mas a sua recuperação está em curso. Após restauração em 1929, a obra prima de Willis foi declarada, por Marcel Dupré, como o melhor órgão de concertos da Europa.
Em 1900, os proprietários do parque e do palácio ameaçaram vendê-los para reabilitação, mas um consórcio de autoridades, liderado pelo Conselho do Distrito Urbano de Hornsey, conseguiu reunir verba suficiente para comprar a propriedade em cima da hora. Pela Acta do Alexandra Park and Palace (para Propósitos Públicos), do ano 1900, um fundo de caridade foi criado; representantes das autoridades locais compradoras tornaram-se curadores com o dever de manter o palácio e o parque "disponíveis para o livre uso e recreação do público para sempre". É esta obrigação que o actual curador, o Conselho de Haringey, está actualmente a tentar anular, sob risco de protestos, a fim de realizar a venda de todo o palácio a um investidor comercial. O palácio passou para as mãos do Conselho da Grande Londres em 1967, com a ressalva de que deveria ser usado inteiramente para fins caritativos, e a sua tutela foi transferida para o Conselho de Haringey em 1980.
O edifício tem uma história rica. Durante a Primeira Guerra Mundial, por exemplo, o parque foi encerrado e o terreno do palácio foi usado como campo de concentração para cidadãos alemães e austríacos.

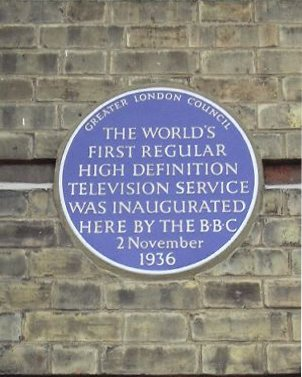
Placa comemorando o local de nascimento do primeiro serviço de televisão regular do mundo

Em 1935, os curadores arrendaram parte do palácio à BBC para uso como centro de produção e transmissão para o seu novo BBC Television Service. A antena foi desenhada por Charles Samuel Franklin, da Companhia Marconi. A primeira transmissão pública de televisão em alta definição no mundo foram feitas a partir deste sítio em 1936. Dois sistemas competitivos, o sistema Marconi-EMI de 405 linhas e o sistema Baird de 240 linhas, foram instalados, cada um com o seu estúdio de transmissão, e as transmissões foram realizadas em semanas alternadas até que o sistema de 405 linhas foi escolhido em 1937. O palácio continuou como principal centro de transmissões da BBC para Londres até 1956, com uma interrupção causada pela Segunda Guerra Mundial. Nesta época um uso alternativo foi encontrado para o transmissor: instrumento de interferência aos sistemas de navegação dos bombardeiros alemães (diz-se, embora sem provas fundamentadas, que apenas 25% dos ataques à Londres foram eficazes por causa dessas transmissões). Em 1944, um doodlebug alemão explodiu bem próximo à parte externa no Grande Hall, aonde ficava localizado o órgão, e explodiu a janela rosácea, deixando o instrumento exposto. Entre 1947 e 1948 o Ministério das Obras Públicas contratou uma equipa, na qual se incluía o arquitecto E.T. Spashett, para desenvolver reparações no edifício, incluindo a substituição da janela.
No início da década de 1960, foi feita uma transmissão externa a partir do topo da torre da BBC, durante a qual foi observada e descrita a primeira passagem dum satélite pelo céu de Londres. Depois disso, a torre continuou a ser usada para novas transmissões até 1969, e então passou para usos da Universidade Aberta até o início da década de 1980. O mastro da antena ainda se mantém de pé e ainda é usado para a transmissão da televisão analógica local, para o rádio comercial local e para as transmissões de DAB. Atualmente, o principal transmissor de televisão de Londres está situado no Crystal Palace, ao Sul de Londres.
No início de 1980, o Conselho de Haringey Council tomou a gestão do Alexandra Palace da GLC e decidiu renovar o edifício. No entanto, apenas seis meses depois, no dia 10 de julho, alguns dias depois do Great British Beer Festival (Grande Festival Britânico da Cerveja) e do Capital Radio's Jazz Festival (Festival de Jazz da Rádio Capital), um segundo e desastroso incêndio começou sob o órgão e espalhou-se rapidamente, destruindo metade do edifício. Uma vez mais, as paredes exteriores sobreviveram e as partes orientais, incluindo o teatro, o estúdio da BBC e o mastro aéreo, foram salvas. Neste incêndio, partes do famoso órgão foram destruídas. No entanto, e por um feliz acaso, o instrumento tinha sido desmantelado para reparação, pelo que algumas partes (incluindo quase todos os tubos) estavam guardados longe do edifício. Alguns dos danos do palácio foram reparados imediatamente, mas o Conselho de Haringey gastou excessivamente nos restauros, criando um défice de 30 milhões de libras. Foi, então, reaberto ao público em 1988 sob uma nova equipa de administração, liderada por Louis Bizat. Mais tarde, o Conselho foi severamente criticado pelos seus gastos excessivos num relatório feito pelo Project Management International. Isto foi seguido pela decisão do Procurador Geral, em 1991, que considerou ilegais os gastos excessivos do Conselho e, portanto, não poderiam ser considerados caridade. O Conselho, durante alguns anos, não aceitou este parecer politicamente embaraçoso, mantendo, pelo contrário, a versão de que a caridade "devia" os 30 milhões de libras ao Conselho, cobrando juros compostos ao que chamou de "dívida" (o que acabou por ascender a uma soma de 60 milhões de libras), tentando recuperar o valor pondo todo o palácio à venda. Seus sucessores ainda tentam levar este plano adiante, apesar deste ter sido rejeitado pelo Supremo Tribunal em 2007.

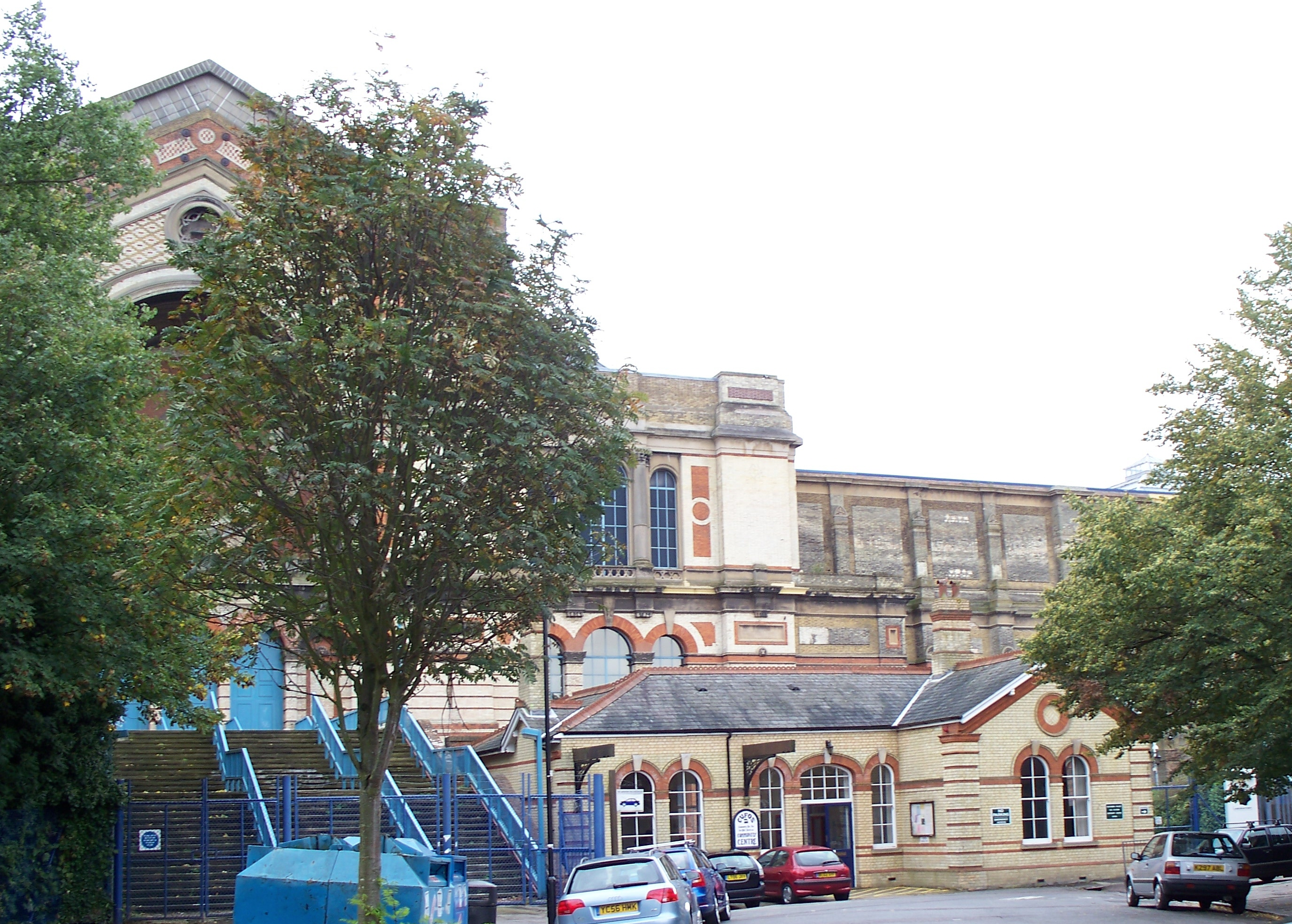
A antiga estação de caminho de ferro de Alexandra Palace, dominada pelo próprio palácio, actualmente um centro comunitário

Em 1990 foi instaurada uma instalação de uma pista de gelo no palácio. Pensada, inicialmente, para a patinagem pública, também tem acolhido equipas de hóquei no gelo, incluindo os Haringey Racers, os Haringey Greyhounds e, por pouco tempo, os London Racers. Durante a década de 1960, o palácio albergou uma pista de patinagem sobre rodas.
O teatro foi grandemente alterado no início da década de 1920, com o director geral, W. J. MacQueen-Pope, gastando as verbas destinadas a reparações de guerra nas renovações do auditório. Nessas obras os equipamentos que produziam os efeitos necessários ao melodrama vitoriano, foram esquecidos. Uma parte do equipamento foi preservado, e existe um projecto que prevê seu restauro para que seja colocado em funcionamento. Depois dessas mudanças, o teatro foi arrendado por Archie Pitt, então marido de Gracie Fields, que chegou a atuar no teatro. Fields também atraiu uma audiência de cinco mil pessoas ao Hall para um evento de caridade. No entanto, depois que a BBC arrendou a parte oriental do palácio, o teatro apenas foi usado como espaço de armazenamento de adereços teatrais.
Em Junho de 2004, tiveram lugar no teatro as primeira apresentações após setenta anos de pausa; primeiro no seu vestíbulo e depois, no dia 2 de julho, no próprio teatro. Apesar das condições estarem longe das ideais, a audiência pôde ver o potencial deste enorme espaço – originalmente com capacidade para 3 000 lugares sentados, actualmente só podem conter cerca de 200 pessoas. Pretende-se que o teatro venha a ser reaberto um dia, mas antes disso são requeridos dispendiosos restauros. Ainda assim, ele nunca mais atingirá sua capacidade original (até porque foi removido um balcão na primeira metade do século XX como precaução em caso de incêndio, quando ali começaram a ser exibidos filmes), mas parece provável que, um dia, será alcançada uma capacidade superior a 1 000 lugares. Em 2005, foi planeada no teatro uma importante temporada da companhia teatral Complicite, mas o projecto, que teria incluído algumas reparações e trabalhos de acesso, foi cancelado devido aos custos superiores aos previstos inicialmente.
Os planos pensados pelos actuais curadores, o Conselho de Haringey, para substituir todos os usos de caridade por fins comerciais através dum arrendamento comercial de todo o edifício, incluindo um casino, têm encontrado uma oposição pública e legal. No dia 5 de outubro de 2007, no Supremo Tribunal, o Sr. Justice Sullivan concordou com um pedido de Jacob O'Callaghan, um residente de Londres, para revogar a ordem da Comissão de Caridade, a qual autorizava o arrendamento por 125 anos de todo o edifício à Firoka Ltd.

## Eventos famosos
Todos os anos, em Novembro, é realizada uma grande exibição de fogos de artifício como parte das celebrações da Bonfire Night de Londres.

### Década de 1960
A Wildlife Exhibition ("Exposição de Vida Selvagem") promovida pelo The Observer foi realizada no palácio em 1963. Este foi um dos eventos iniciais a destacar a consciência mundial para as espécies ameaçadas de extinção, tendo obtido uma grande participação (46.000 pessoas).
No dia 28 de abril de 1967, teve lugar um evento de beneficência no palácio. "The 14 Hour Technicolour Dream", organizado pela "International Times", demonstrou a importância do rápido desenvolvimento da cena Underground britânica. Apesar das apresentações "underground", como o UFO Club, terem acolhido bandas contra-culturais, este foi certamente o maior evento em recinto fechado da época. Os espetáculos incluíram actuações dos Pink Floyd, The Pretty Things, Savoy Brown, The Crazy World of Arthur Brown, Soft Machine, The Move e Sam Gopal's Dream (apresentando Sam Gopal, Mick Hutchinson e Pete Sears).

### Década de 1970
Em 1971, foi gravada no Alexandra Palace uma cena de perseguição para o filme Una lucertola con la pelle di donna ("Um lagarto com pele de mulher"), um thriller giallo de terror realizado por Lucio Fulci e co-produzido entre a Itália e a Espanha.
Em 1973, a Divine Light Mission realizou um "Festival de Amor".
No dia 22 de dezembro de 1973, a banda de rock britânica Wishbone Ash apresentou um concerto de Natal, anunciado como "Natal no Palácio" e com apoio de Vinegar Joe, Renaissance & Al Stewart.
The Grateful Dead apresentou uma série de espectáculos no palácio entre 9 e 11 de setembro de 1974. A gravação do espectáculo da banda foi relançada como parte das séries Dick's Picks em Março de 1997.

### Década de 1980
O exterior do palácio foi usado como Victory Square no filme 1984 de Michael Radford, uma adaptação da novela Nineteen Eighty-Four de George Orwell.
O famoso veículo Sinclair C5 foi lançado no palácio no dia 10 de janeiro de 1985.

### Década de 1990
The Stone Roses tocaram o seu primeiro concerto importante no palácio. Este episódio se tornou famoso devido ao facto da banda ter negociado a divulgação antes de fazer importantes apresentações em tour, na imprensa musical, ou em aparições televisivas nacionais.
Hugh Cornwell apresentou o seu maior espectáculo com The Stranglers no dia 13 de agosto de 1990.
Os Squeeze e os The Kinks actuaram no palácio no dia 12 de agosto de 1990, num concerto transmitido pela BBC.
Os Blur organizaram um importante concerto no local em Outubro de 1994, para promover o seu álbum clássico Parklife. O concerto foi mais tarde disponibilizado em video e DVD e usado como base para o clip promocional dos Blur, End of a Century.
A entrega dos Prémios MTV Europe Music de 1996 foi realizada no palácio, apresentado por Robbie Williams.

### Desde 2000

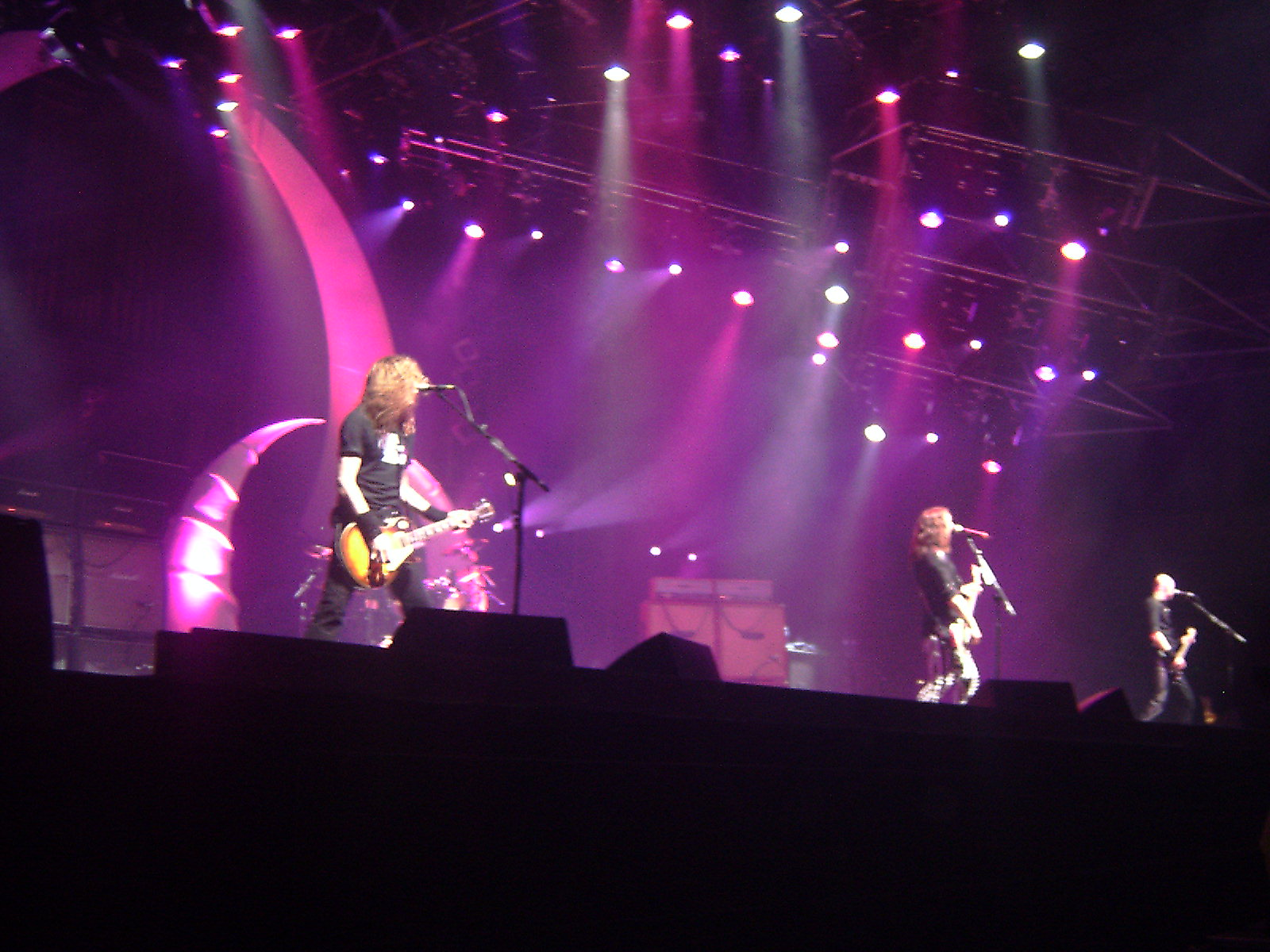
Os Darkness actuando no Alexandra Palace a 7 de Fevereiro de 2006

O desfile da Miss Mundo 2002, 52.ª edição do concurso Miss Mundo, foi realizado no palácio dia 7 de dezembro de 2002. O desfile foi inicialmente marcado para acontecer em Abuja, na Nigéria, mas devido a conflitos na cidade de Kaduna causados por um artigo publicado num jornal sediado em Lagos, o desfile foi deslocado para o Alexandra Palace, em Londres.
The Strokes gravaram uma actuação ao vivo no Alexandra Palace no dia 5 de dezembro de 2003. Esta apresentação esteve para ser relançada na forma dum álbum ao vivo, mas a ideia foi abandonada. A banda Travis tocou no palácio no dia 20 de dezembro de 2003, sendo a gravação deste espectáculo usada no seu DVD ao vivo intitulado Travis - At The Palace.
O terceiro Fórum Social Europeu anual teve lugar, em Londres, entre 15 e 17 de outubro de 2004, tendo como principal cenário o Alexandra Palace. O primeiro festival de música Give It a Name foi realizado no Alexandra Palace no dia 2 de maio de 2005. Em Outubro desse mesmo ano, o Kiss 100 celebrou o seu 20º aniversário com um clube nocturno, contando com a participação de muitos famosos DJ's do clube, do passado e do presente. No dia 5 de dezembro do mesmo ano, Paul Weller fez uma actuação nocturna e disponibilizou o espectáculo num CD duplo intitulado Catch Flame.
Em 2006, uma rave de música de dança promovida pela Slammin' Vinyl, sob o nome de "Tranzmission", foi realizada no palácio. O Alexandra Palace teve uma parte importante no episódio "The Idiot's Lantern", exibido em 2006, mas ambientado em 1953, da série Doctor Who.
O 70.º aniversário da televisão britânica teve lugar no dia 2 de novembro de 2006 e isso foi marcado com um evento especial chamado "TV70". Um programa televisivo em circuito fechado foi produzido no Estúdio A usando equipamento vintage. Este compreendeu algum material de arquivo e uma entrevista com várias estrelas bem conhecidas dos primeiros dias da televisão britânica.
Nos dias 16 e 17 de junho de 2007, o palácio acolheu o primeiro London Hackday, o qual foi afectado pela queda dum raio no edifício, resultando na abertura de orifícios no telhado e na inundação do hall.
No dia 15 de novembro de 2008, o local acolheu os Bullet For My Valentine como parte da sua digressão Scream Aim Fire. A banda foi apoiada pelos Black Tide, Lacuna Coil, Bleeding Through e Lawnmower Deth. O espectáculo esgotou, com 9 000 fãs presentes no local, sendo um dos maiores concertos de metal realizados no palácio até à data. O espectáculo foi gravado e foi preparado para ser disponibilizado no seu segundo DVD ao vivo.
Os Death Cab for Cutie deveriam ter tocado no Alexandra Palace em Novembro de 2008, como parte da sua digressão European Long Division, mas o concerto foi relegado para a Brixton Academy devido à baixa venda de bilhetes.
O Alexandra Palace é o novo local de realização do Campeonato Mundial de Dardos PDC desde Dezembro de 2007, depois de catorze anos na Circus Tavern, em Purfleet, Essex. O Alexandra Palace foi anteriormente casa do News of the World Darts Championship entre 1963 e 1977.
Abril de 2008 assistiu ao relançamento das Feiras de Antiguidades regulares, agora realizadas quatro vezes por ano, organizadas pelos Nelson Events Ltd.

## Acesso
- Estação de caminho de ferro mais próxima: Alexandra Palace;
- Estação do Metropolitano de Londres mais próxima: Wood Green;
- Endereço: Alexandra Palace, Alexandra Palace Way, London N22 7AY.